# Germenay
Germenay – miejscowość i gmina we Francji, w regionie Burgundia-Franche-Comté, w departamencie Nièvre.
Według danych na rok 1990 gminę zamieszkiwały 152 osoby, a gęstość zaludnienia wynosiła 12 osób/km² (wśród 2044 gmin Burgundii Germenay plasuje się na 759. miejscu pod względem liczby ludności, natomiast pod względem powierzchni na miejscu 763.).